# タブラリウム

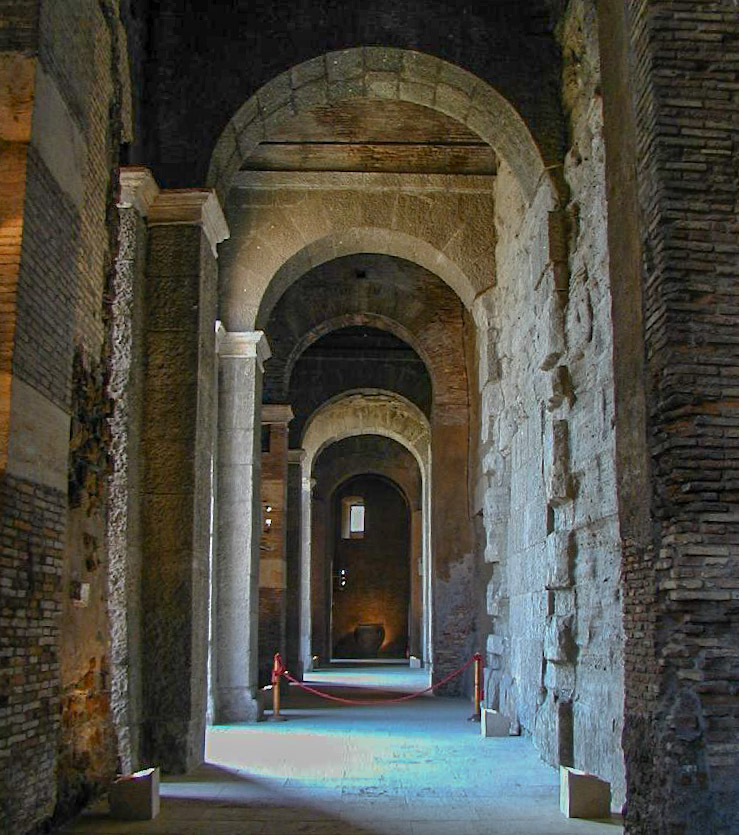
現存する2階部分

タブラリウム（ラテン語: Tabularium）は、古代ローマのフォルム・ロマヌムの西端にあった公文書館。法律や公的記録が保管されていた施設とされ、それらを刻んだ青銅板（タブラエ）が保管されたことからこの名が付いたといわれるが、建物の正確な用途は不明である。紀元前83年に起こった火災からの復興のため、カピトリヌスの丘を大規模再整備する事業の一環で、紀元前78年に執政官であったクインタス・ルタティウス・カトゥルスとマルクス・アエミリウス・レピドゥスにより建設された。

## 概要
古代ローマ施政下の各都市にも同様の公文書館（タブラリウム）が設けられており、公文書保管以外にも役所の役目も果たしたといわれる。
この建物は、フォルム・ロマヌムからカピトリヌスに続く急傾斜地に擁壁を設け嵩上げした上に建てられている。
ファサードはペペリノ（黄灰色の凝灰岩）とトラバーチンのブロックでできており、内部のヴォールトはローマン・コンクリート製である。ファサードはコンコルディア神殿の裏に面していて、三層になっていた。1階は高い城壁のような壁で最上部に採光用の四角い窓があり、大きな扉から入るとフォルムと同じ高さの部屋があった。2階にはドーリア式のアーケードがあり（一部現存）、3階はコリント式のコロネードになっていた（現存せず）。
タブラリウムが建てられる前にこの地に建っていたウェイオウィス神殿は、破壊されることなくタブラリウムの建物内に取り込まれ残存している。東側に隣接してウェスパシアヌスとティトゥス神殿とコンコルディア神殿、さらにロストラがあり、その先にフォルムが広がっていた。紀元46年にクラウディウス帝の命により修復されている。
中世になると、上層階は取り壊され砦として使われた。さらにルネッサンス時代になると、ミケランジェロが既存の建物の上にセナトリオ宮殿を建てた。それ以来、この建物は主に行政庁舎として使われてきたが、16世紀から17世紀には一部の部屋が塩の保管庫に、19世紀には牢獄として転用されていたこともある。
現在は、カピトリーノ美術館からのみタブラリウムに入ることができ、2階部分のアーケード窓からフォルム・ロマヌムが一望できる。